# 五英里陽台 (加利福尼亞州)
五英里陽台（英語：Five Mile Terrace）是位於美國加利福尼亞州埃爾多拉多縣的一個非建制地區。該地的面積和人口皆未知。

## 地理
五英里陽台的座標為38°44′18″N 120°42′47″W / 38.73833°N 120.71306°W，而該地的平均海拔高度為894米（即2933英尺）。